# St. Peter in Gallicantu

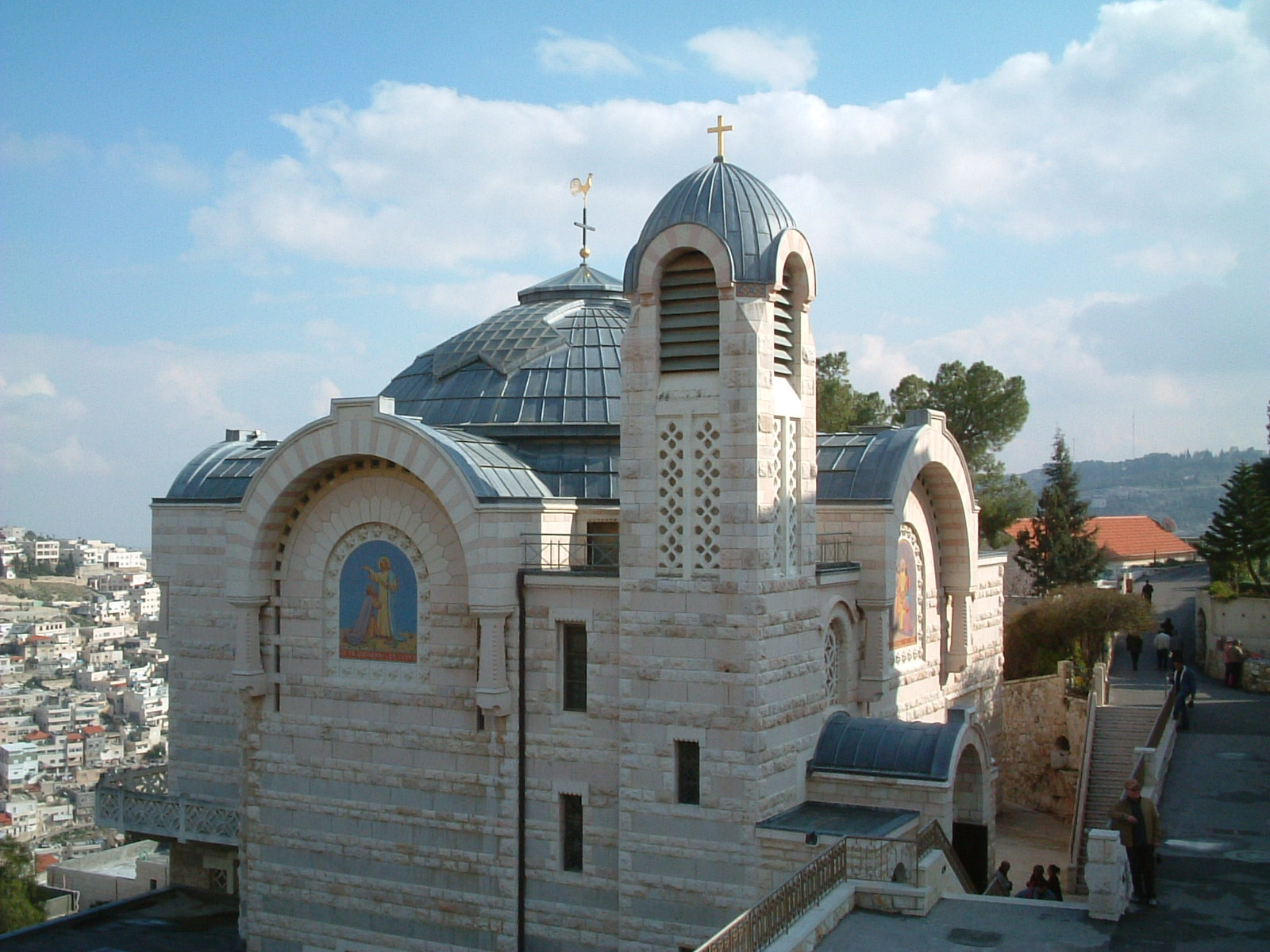
St. Peter in Gallicantu

Die Kirche St. Peter in Gallicantu (lat.: St. Peter zum Hahnenschrei) liegt am Osthang des Zionsbergs in Jerusalem, südlich der Altstadt.
1888 entdeckten Assumptionistenpatres die Reste einer etwa 20 × 16 m großen byzantinischen Kirche aus dem 6. Jahrhundert, die von den Kreuzfahrern erneuert worden war. 
Die heutige Kirche wurde 1931 geweiht. Die Kuppel der Rundkirche hat ein kreuzförmiges Fenster. Mosaiken zeigen Jesus vor dem hohen Rat, den weinenden Petrus und verschiedene Büßergestalten.
Sie erinnert an die Verleugnung des Petrus nach der Verhaftung Jesu (Mt 26, 69–75; Lk 22, 56–62; Joh 18, 15–18.25–27).

## Geschichte
Eine byzantinische Kirche, die der Reue Petri gewidmet war, wurde 457 n. Chr. an dieser Stelle errichtet.
Aber 1010 vom  fatimidischen Kalifen Al-Hakim bi-Amr Allah zerstört. 
Die Kapelle wurde 1102 von den Kreuzfahrern wieder aufgebaut und erhielt ihren heutigen Namen. 
Nach dem Fall Jerusalems 1187 verfiel sie.  
Die heutige Kirche stammt aus den frühen Jahrzehnten des 20. Jahrhunderts und wurde auf den Fundamenten der alten byzantinischen Kirche, die von den Kreuzrittern erneuert worden war, neu aufgebaut. 
Die Stelle dieses heiligen Ortes, die am meisten verehrt wird, ist vermutlich die Grube, in die Jesus der Überlieferung nach gebracht wurde und wo er auf sein Erscheinen vor dem Sanhedrin einige Stunden später auf seine Verurteilung wartete.
Heute erhebt sich ein goldener Hahn über der Kuppel des Altarraums, um seine biblische Verbindung zu ehren.
Die Kirche gehört den Assumptionisten, einem französischen Orden, der 1887 gegründet wurde und nach  Marias Aufnahme in den Himmel benannt wurde.

## Beschreibung
Die Kirche enthält große, mehrfarbige Mosaike, die Figuren aus dem  Neuen Testament darstellen. 
Vor dem Eingang steht der gefesselte  Jesus, der im Palast des Kaiphas verhört wird. Auf der rechten Seite werden Jesus 
und die  Jünger beim Letzten Abendmahl gezeigt. Auf der linken Seite ist  Petrus, 
der als der erste Papst gilt, in alter päpstlicher Kleidung abgebildet. 
Das vielleicht auffälligste Merkmal des Innenraums ist die Decke, die von einem riesigen kreuzförmigen Fenster dominiert wird, 
das in verschiedenen Farben gestaltet ist. 
Die vierzehn Kreuzwegstationen säumen die Wände und sind mit einfachen Kreuzen markiert.
Im Innenhof befindet sich eine Statue, die die Ereignisse der Verleugnung darstellt und ihre Hauptfiguren enthält: 
den Hahn, die Frau und den  römischen Soldaten. Die Inschrift enthält die Bibelstelle: Er aber verleugnete ihn und sagte:
"Frau, ich kenne ihn nicht!" (Lukas 22,57). 
Der Eingang selbst wird von schmiedeeisernen Türen flankiert, die mit biblischen Basreliefs bedeckt sind. 
Auf der rechten Seite befinden sich zwei Mosaike aus der  byzantinischen Zeit, die während der Ausgrabungen gefunden wurden. 
Diese waren höchstwahrscheinlich Teil des Bodens der Kirche aus dem fünften Jahrhundert. 

### Untere Kapelle
Unter der Oberkirche befindet sich eine Kapelle, die in ihren Mauern Steine aus alten Grotten enthält. 
In einem Loch in der Mitte der Kirche kann man Höhlen sehen, die Teil der baulichen Anlagen aus byzantinischer Zeit gewesen sein könnten. 
Diese Wände sind mit Kreuzen graviert, die von Christen aus dem fünften Jahrhundert hinterlassen wurden.

### Alte unterirdische Kammern
Auf einer noch niedrigeren Ebene gibt es eine Reihe von Höhlen aus der Zeit des Zweiten Tempels. 
Da die Überlieferung den Palast von Kaiphas an dieser Stelle platziert, glauben viele, 
dass Jesus nach seiner Verhaftung in einer dieser unterirdischen Krypten gefangen gehalten worden sein könnte. 
Diese Höhlen waren jedoch in vielen Häusern aus der Römerzeit normal und dienten oft als Keller,  Wasserzisternen und Bäder.
Besonders bemerkenswert ist die Treppe, die neben der Kirche ins Tal führt. Über diese Treppe ging wahrscheinlich Jesus nach dem letzten Abendmahl zum Ölberg. Über die gleiche Treppe soll er zum hohenpriesterlichen Palast abgeführt worden sein. 

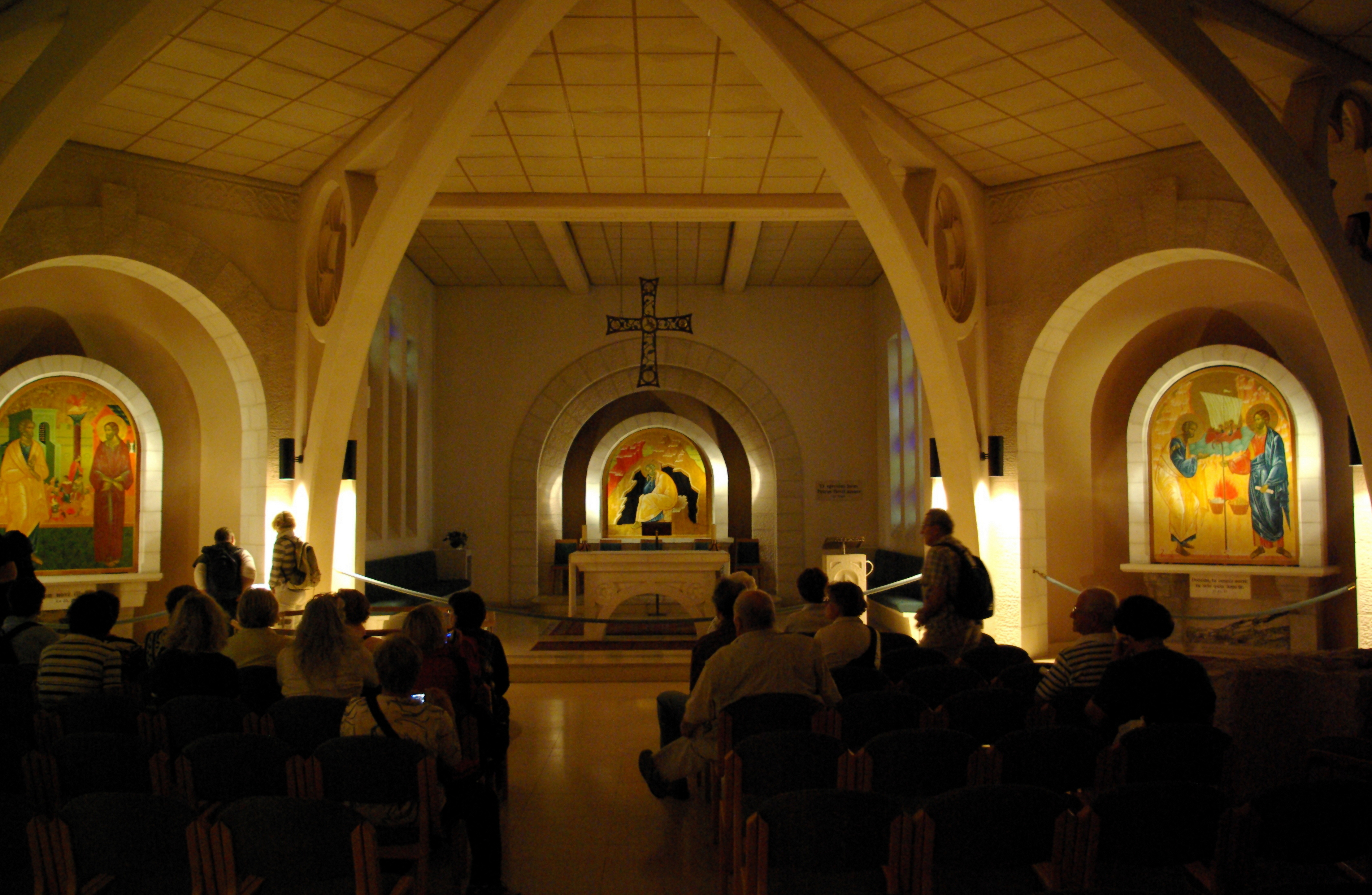
Untere Kirche
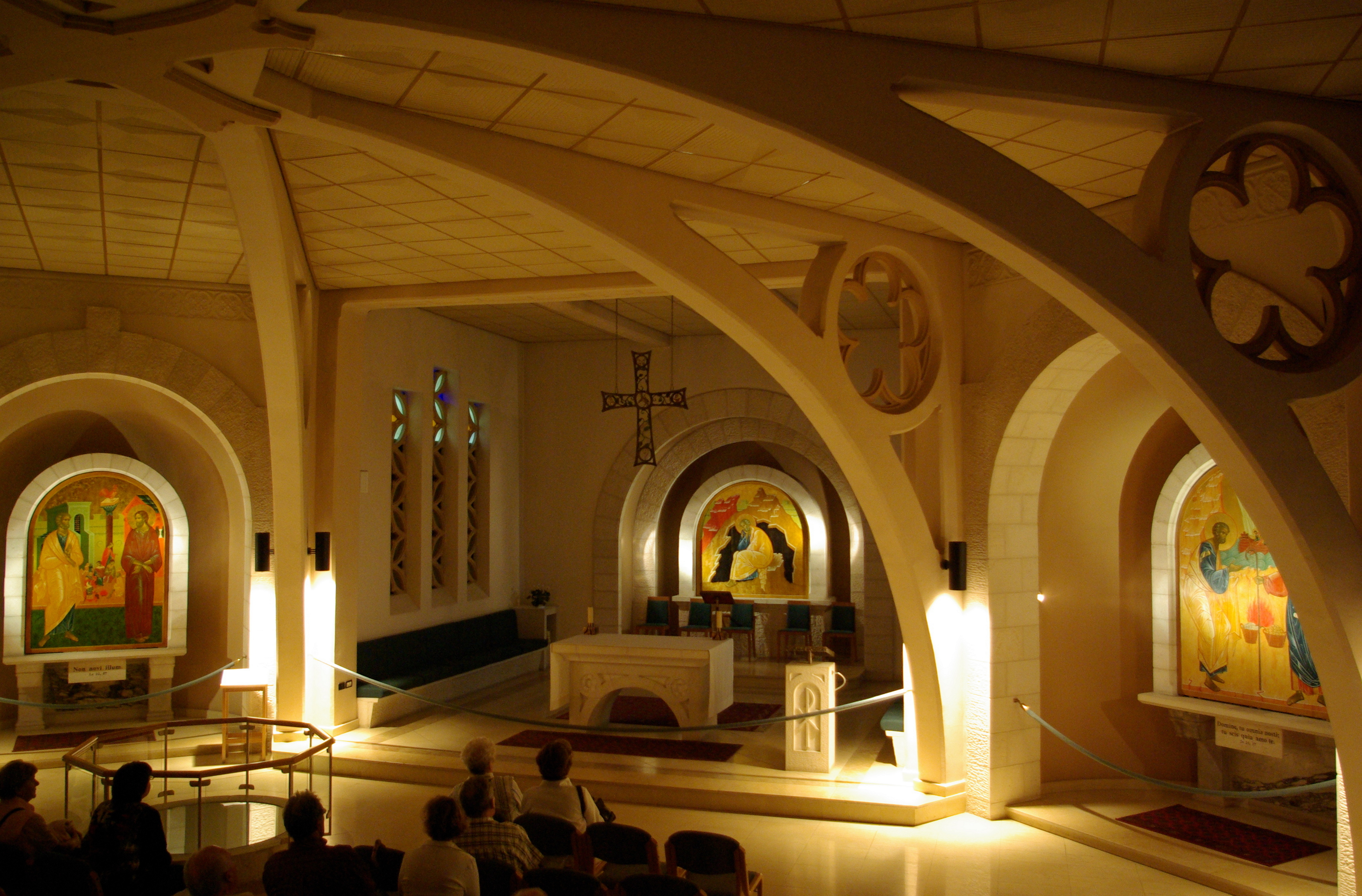
Untere Kirche
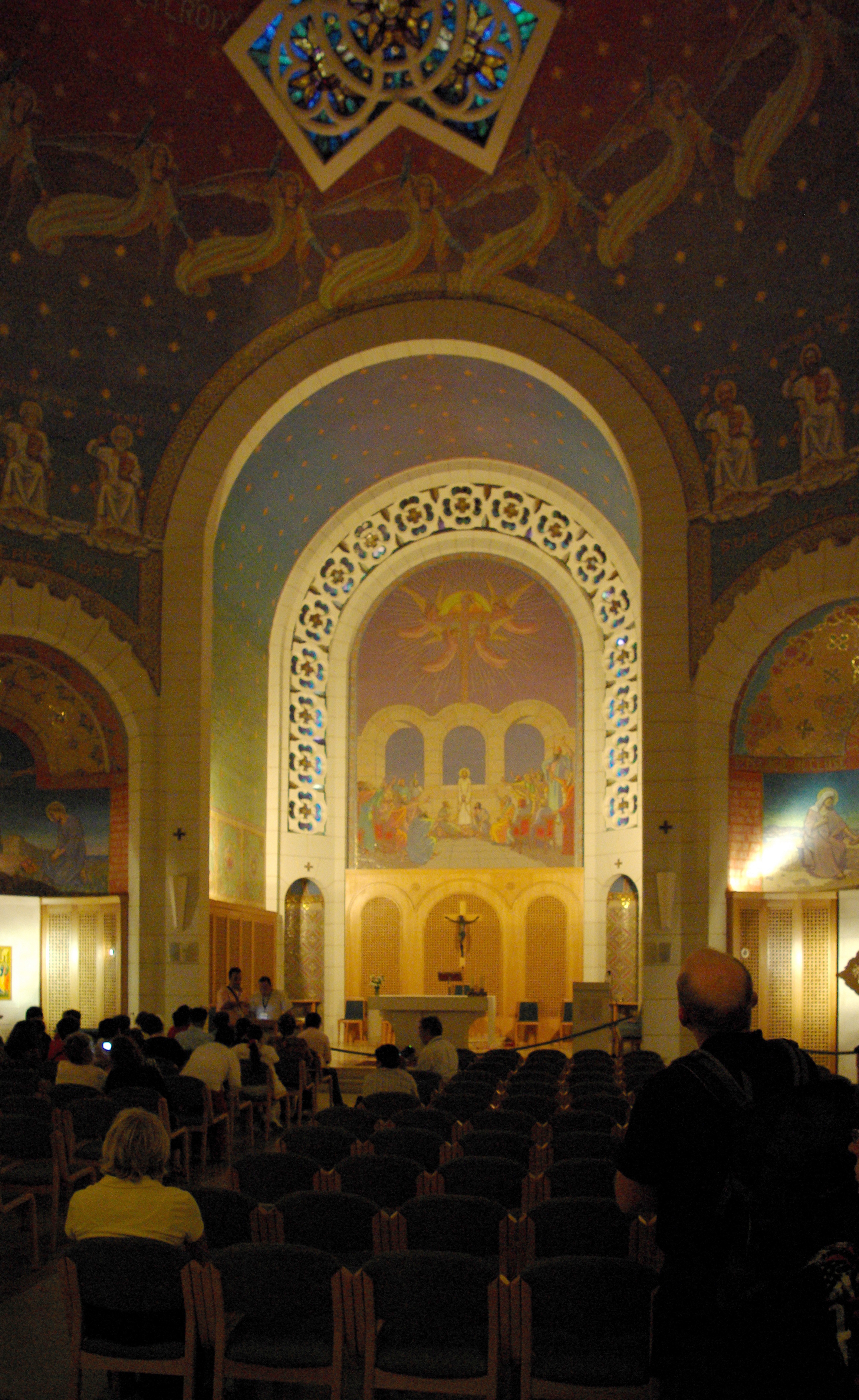
Obere Kirche
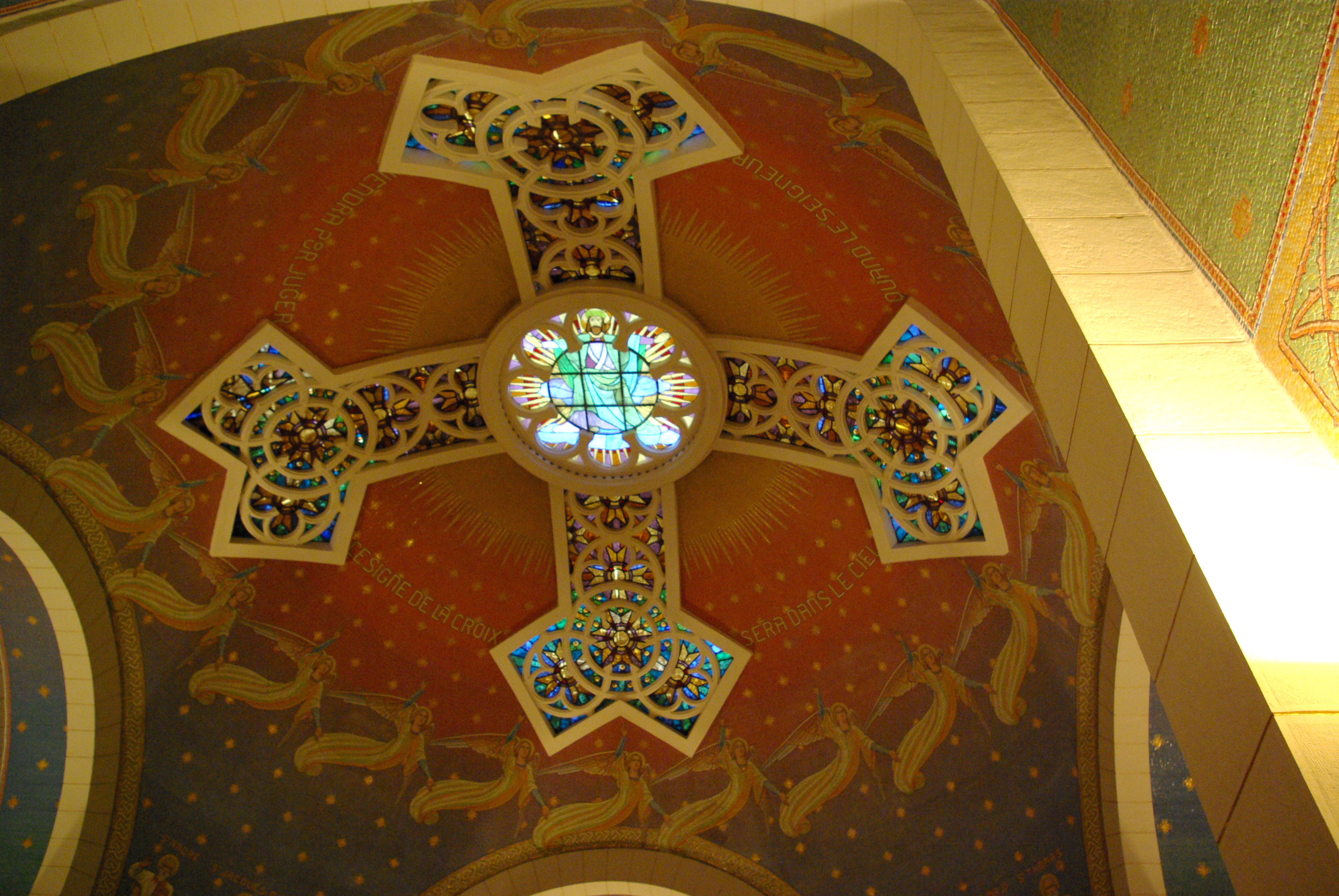
Fenster in der Kuppel
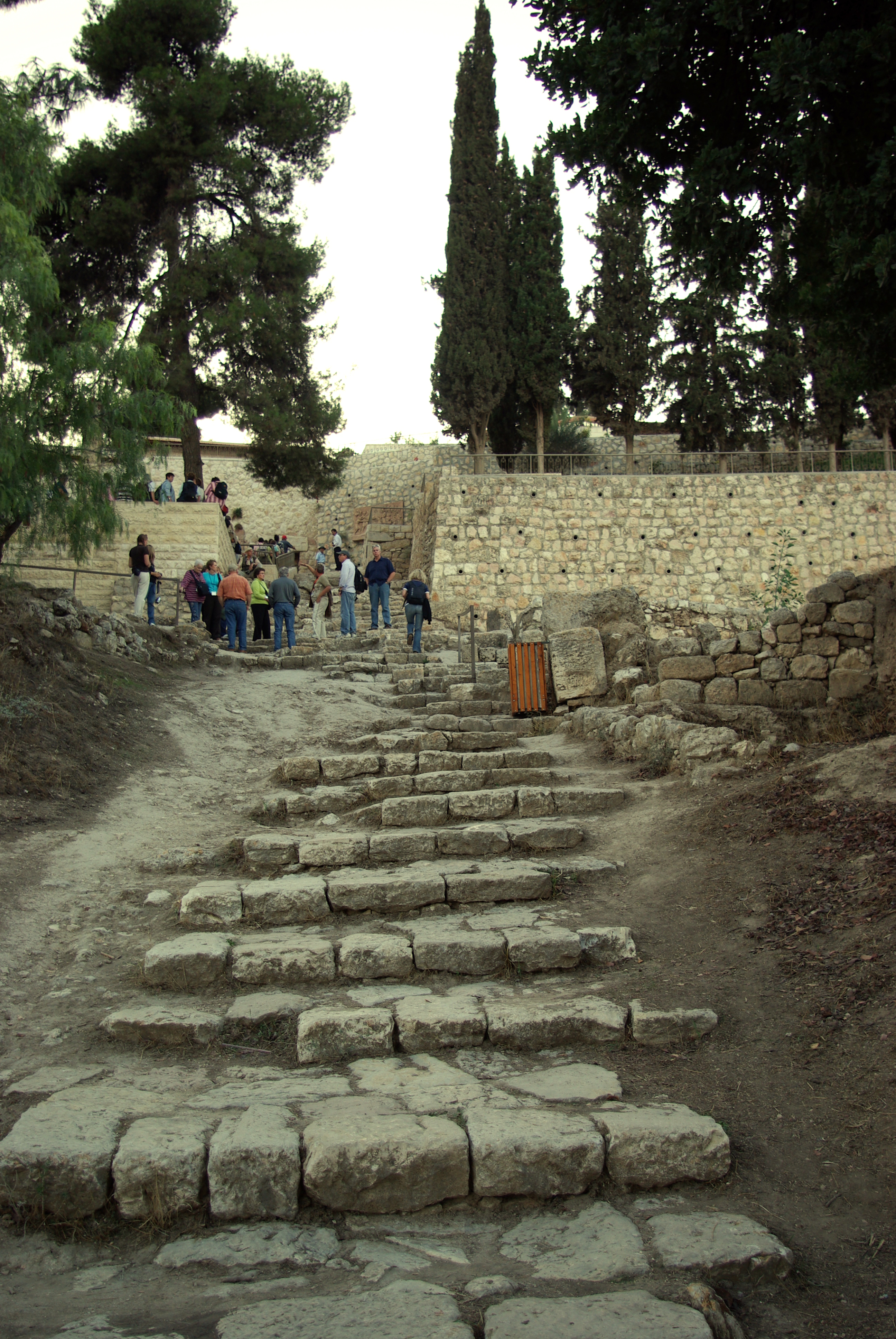
Die hasmonäische Treppe
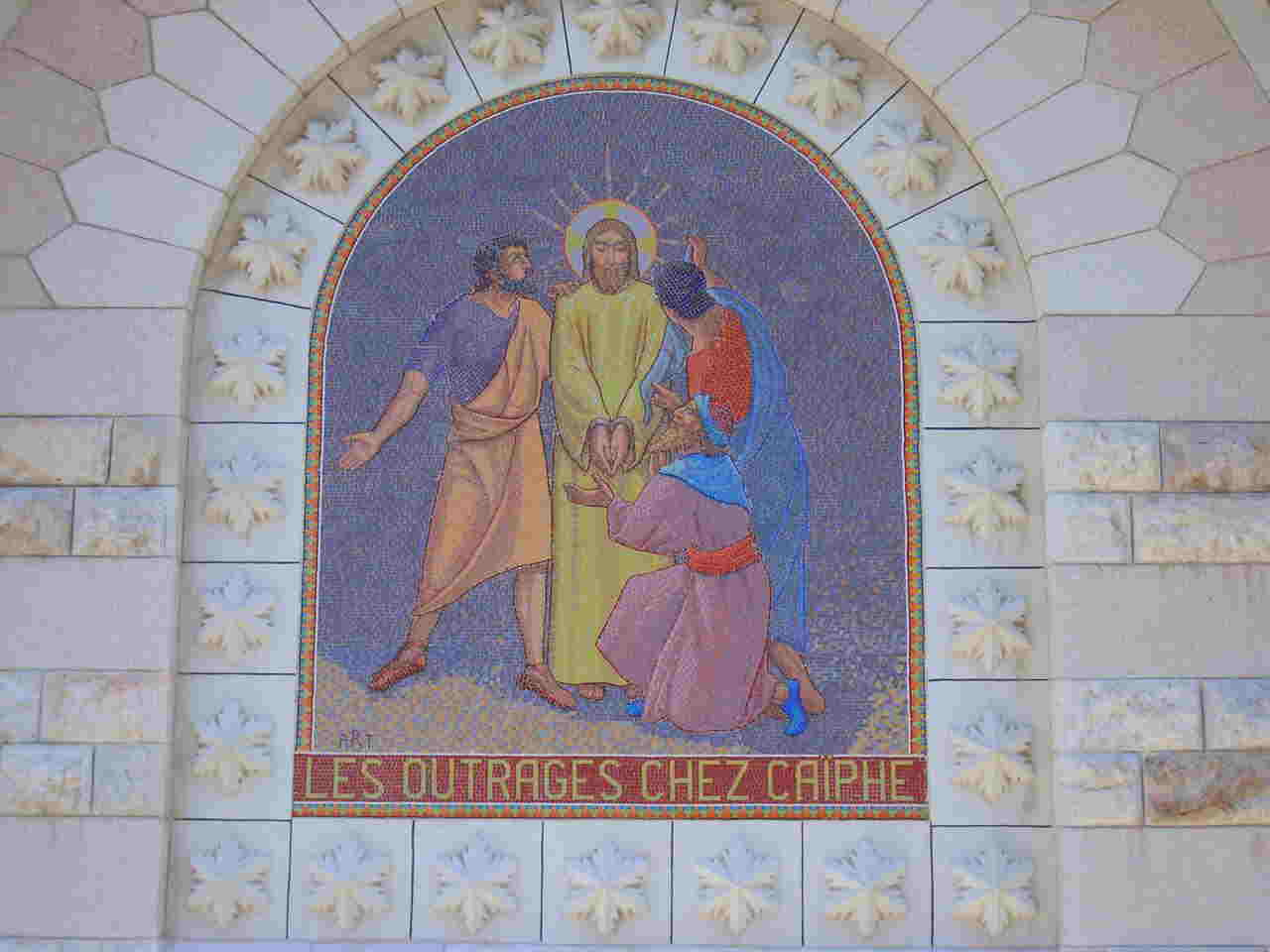
Mosaik über dem Haupteingang